# Kresley Cole
Kresley Cole amerikai író. Paranormális és történelmi témájú romantikus regényeket ír.

## Életrajz
Mielőtt díjnyertes írónő lett Cole sikeres atléta, edző és egyetemi hallgató volt. Miközben a mester fokozatát szerezte meg az egyetemen, rengeteg időt töltött könyvtárak látogatásával, hogy háttér információkat gyűjtsön. Az első regényét 2003-ban publikálták, azóta 14 könyvet és 2 regényt írt 2 különböző műfajban. Művei 16 különböző nyelvre lettek lefordítva.
Folytatta elismert munkáját MacCarrick fivérek-trilógia című történelmi regénnyel, valamint folytatta a át is, ami egy paranormális romantikus regény sorozat. Vámpíréhség(A Hunger Like No Other), című könyv volt a debütáló regénye a sorozatnak, amivel 2007-ben RITA díjat nyert a legjobb paranormális regény kategóriában.
2009-ben Cole első lett a New York Times bestseller listáján januárban kiadott regényével a Démon király csókja (Kiss of a Demon King), amivel 2010-ben szintén RITA díjat nyert.
Jelenleg Floridában él családjával és „túl sok kisállattal”.

## Könyvei

### Paranormális Regények

#### Halhatatlanok alkonyat után
1. Mindörökké tiéd-Vámpírvágy ( The Warlord Wants Forever-Playing Easy to Get – 2006), ISBN 9781416510871
Nikolai Wroth egy emberként kíméletlen 17. századi hadvezér, ma pedig a lázadó vámpír hadseregek tábornoka, rendületlenül keresi Aráját, az egyetlen nőt, aki által újra élővé válhat.
2. Vámpíréhség (A Hunger Like No Other – 2006), 500 oldal, Kötés: papír / puha kötés, ISBN 9789632542737
Lachlain, a klán félelmetes fejedelme több ezer éve keresi azt a nőt, aki a legenda szerint lecsillapíthatja forrongó dühét. Lachlain maga a tökéletes férfi: gyönyörű, okos, szenvedélyes, de elátkozott, aki minden teliholdkor vérfarkassá változik. Egy nap Párizsban rátalál egy diáklányra, aki szülei halálának ügyében nyomoz, és bár ösztönei azt súgják, hogy Emma az igazi, mégis minden porcikája tiltakozik ellene. A titokzatos lány ugyanis vámpír, a vérfarkasok ősi ellensége. Lachlain mégsem bírja legyőzni a vér szavát, elrabolja a lányt, és ősi birtokára viszi. Útjuk során nemcsak Emma szerelmét kell kivívnia, hanem az őket üldöző vámpírokat is le kell győznie, akik maguknak követelik a lányt, mint fajtájának utolsó képviselőjét...
3. Vámpírszerető (No Rest for the Wicked – 2006), Kötés: papír / puha kötés, ISBN 9789632542911
Évszázadokkal ezelőtt egy lidérces éjszakán Sebastian Wroth vámpírrá változott. Telve gyűlölettel és örök magányra kárhoztatva nem sok értelmét látja az életnek, amíg egy gyönyörű és veszedelmes teremtés el nem jön hozzá, hogy megölje. Dermedtszívű Kaderin két imádott leánytestvére a vámpírok áldozatává vált, azóta a valkűrnek nincsenek érzései. Mégis valahányszor találkozik Sebastiannal, újult erővel támad fel benne a vágy, és képtelen véghezvinni küldetését. Sebastian és Kaderin menthetetlenül egymásba szeretnek, és közösen titokzatos ereklyék nyomába indulnak ősi sírokon és katakombákon át, akár a történelmet is újraírva, hogy elnyerjék az örök boldogságot. Ám eljön a pillanat, amikor Kaderin választásra kényszerül; szerelem vagy család, élet vagy halál.
4. Vámpírharc (Wicked Deeds on a Winter's Night – 2007), ISBN 9789632543024
Bowen MacRieve, a Lykae klán harcosa kis híján belepusztul, amikor elveszíti az egyetlen neki rendeltetett nőt. A kegyetlen vérfarkas szíve jéggé fagy, nem osztja meg ágyát senkivel – míg össze nem hozza a sors ellenségével, és legsötétebb vágyai lángra gyúlnak a vadító találkozástól. Amikor a gonosz erők a lány ellen szövetkeznek, a harcos minden erejét latba veti, hogy megmentse őt. Ellenállhat-e a lány a testét- lelkét követelő Bowennek, vagy mindent kockára tesz harcias védelmezőjéért, ha sikerül legyőzniük az őket körülzáró gonoszt?
5. Vámpírvér (Dark Needs at Night's Edge – 2008), ISBN 9789632543499
Néomi Laress, a híres táncos, gyilkosság áldozata lett. Túlvilági erők birtokosaként, de az élők számára láthatatlanul kísért otthonában, elriasztva a betolakodókat, mígnem találkozik egy könyörtelen halhatatlannal, aki felébreszti szenvedélyét. Hogy ne tehessen kárt másokban, fivérei elhagyatott kastélyházba börtönzik Conrad Wrotht, a félelmetes vámpírt. Ám ott egy megfoghatatlan lény még mélyebbre taszítja az őrületbe. A vámpírban vágy ébred a nő iránt, de még ha sikerül is elnyernie Néomit, az őt üldöző sötét erőktől nem szabadulhat…
6. Vámpírzóna (Dark Desires After Dusk – 2008), ISBN 9789632542331
Cadeon Woede-nak nincs nyugta, míg ki nem küszöböli a csorbát, mely szüntelen kísérti. Csakhogy amint megszerzi megváltása kulcsát, a fél lény Holly Ashwint, máris rájön, hogy a nő, akit saját céljaira akar használni, majd eldobni, éppúgy kísérti, mint a múltja. Egy megkínzott harcos, akitől rettegnie kéne, de akit megtagadni nem tud… Az emberként felnevelt Holly-nak sejtelme sincs, hogy a félelmetes legendák a valóságról szólnak, míg össze nem találkozik egy goromba démonnal, s az valami érthetetlen oknál fogva óvja, mint a szeme világát. A mítosz és a hatalom érzéki, új világába taszítva, Holly hamarosan eleped védelmező démona tüzes érintéséért. S megadja magát a sötét vágyaknak… Épp csak kivívja bizalmát, s mondjon le máris róla? Árulja el legvadabb álmai beteljesítőjét, szíve rabul ejtőjét?
7. A démonkirály csókja (Kiss of a Demon King – 2009), ISBN 9789632544021
A DÉMON RÖGESZMÉJE – Sabine, az Illúziók Királynője: az ördögi szépség, aki bár a testét odaadja, a lelkét nem. A VARÁZSLÓNŐ BUKÁSA – Rydstrom Woede: a könyörtelen harcos, aki megesküszik, hogy bármilyen áron megtartja őt. SOHA NEM GONDOLTÁK, HOGY VALAHA IS ENNYIRE AKARJÁK MAJD EGYMÁST... A mohó vágy, ami mindkettejüket emészti, minden egyes titkos szenvedélytől fűtött együttlétükkel tovább erősödik. Ha le tudják győzni a közéjük állt sötét ellenséget, Sabine vajon vállalja-e a hatalmas áldozatot a démon kedvéért? Vagy a büszke király teszi majd le a koronát és a fegyvert, hogy a varázslónőt megmentse?
8. A tél halálos csókja (Untouchable a Deep Kiss of Winter-ben – 2009), (társszerző: Gena Showalter) ISBN 9781439159668
Murdoch Wrothnak semmi és senki nem állhat útjába, hogy megszerezze magának Danielát, az álomszép Valkűrt – az egyetlent, aki háromszáz év alatt először megdobogtatta a szívét. Ám ez a páratlan szépség jégamazon, érzékeny bőrét nem érintheti senki anélkül, hogy mérhetetlen fájdalmat okozna a lánynak.
Vajon melyik az erősebb: a különbözőségük okozta akadályok miatti frusztráció, vagy az egymás iránti őrjítő vágy?
9. A gyönyör sötét hercege (Pleasure of a Dark Prince – 2010), ISBN 9781416580959
Szépség és szörnyeteg…
Lucia, a gyönyörű, csábító valkűr, és Garreth MacRieve, Lykae hercege, a parázsló szemű, szenvedélyes vérfarkas elsöprő erejű románca titkokkal és veszélyekkel terhelt – pusztulást hozhat a lányra és szeretteire is. Ám a fékezhetetlen vágynak semmi sem állhatja útját, Lucia érintése felkorbácsolja Garreth érzékeit, míg a férfi csókjának ellenállni lehetetlen.
Garreth mindenáron birtokolni akarja ezt az őrjítő nőt, védelmezni szeretné, de hogyan tudná rávenni, hogy Lucia elfogadja őrzőjének?
Egyetlen megoldás kínálkozik: Garreth kihasználja a nő gyengeségét – azt, hogy olthatatlanul vágyik a szerelmére…
10. A sötétség démona (Demon from the Dark- 2010) ISBN 9781439123126
Kresley Cole – akinek regényei állandó szereplői a New York Times bestsellerlistájának – perzselően forró meséje egy vámpírvérrel fertőzött, kitaszított démonról és egy sebezhető, fiatal boszorkányról, akit a férfi megvéd mindenkitől – ha kell, még önmagától is. EGY VESZÉLYES DÉMON, AKINEK NEM KÉPES ELLENÁLLNI… Malkom Slaine: kínozza sötét múltja, gyötri a vámpíréhség, a védelmét élvező zöld szemű lány pedig a pusztulás szélére sodorja. EGY ŐRJÍTŐ BOSZORKÁNY, AKIT A MAGÁÉNAK AKAR… Carrow Graie: elrejti a bánatát, csak a következő bulinak és csínytevésnek él. Egészen addig, amíg nem találkozik egy kínlódó harcossal, aki érdemes rá, hogy megmentsék. ÖSSZEZÁRVA EGY RETTENETES BÖRTÖNBEN… Ahhoz, hogy Malkom és Carrow túlélje a kalandot, a férfinak szabadjára kell engednie a benne rejlő démont és vámpírt. Vajon amikor Malkom azzá a rémálommá változik, amelytől a saját népe is retteg, elveszíti-e a nőt, akiért teste-lelke eleped?
11. Az álmok sötét harcosa (Dreams of a Dark Warrior – 2011) ISBN 9781439136805
Ragyogó Regin és Declan Chase (a.k.a. Ádáz Aidan) története, mely kínzással és önkínzással kezdődik, majd azzal is folytatódik. Reginnek le kell győznie a múltban gyökerező félelmeit, Chase-nek pedig a detrus-ok és saját maga elleni mély gyűlöletét, hogy legyen esélyük egy boldogabb, közös életre. Mindezt nem könnyű, mikor mindketten le vannak gyengülve, és a Pravus harcosainak tömegei elől menekülnek egy halhatatlan harcosokkal teli szigeten – ahová Chase juttatta őket.
12. Vámpírbosszú- (Lothaire) – (2012) ISBN 9781439136829
A Szövetség legkegyetlenebb vámpírja, a csillapíthatatlan bosszú hajtotta Lothaire eltökélte, hogy megszerzi a Horda koronáját, mégpedig úgy, hogy új, bájos foglya, Elizabeth Peirce lelkét ajánlja fel. Azonban a fiatal halandó lány hamarosan mindennél erősebb csáberővel kezd hatni rá…Ellie Peirce élete maga volt a pokol – már azelőtt is, hogy egy gonosz halhatatlan elrabolta őt. Bár Lothaire fel akarja áldozni a lányt, mégis vágyakozik az érintése után, és szexuális gyönyörökkel halmozza el. Hogy megmentse saját lelkét, Ellie feláldozza a testét, de megfogadja, hogy megvédi a szívét. Lothaire-nek egyetlen hónap alatt kell döntenie az ezeréves vérbosszú és ellenállhatatlan foglya között. Vajon összeroskad múltja súlya alatt… vagy mindent kockára tesz, hogy Ellie-vel közös jövője lehessen?
13. Az Árnyak hercege. -Shadow's Claim – (2012) ISBN 1451650051
A VÁMPÍR ÚJ ÉLETE. Trehan Daciano herceg, a könyörtelen és mesteri halálosztó bármit megtenne, hogy megszerezze Aráját, Bettinát, a gyönyörű varázslónőt. Szerelméért véres lovagi tornán vesz részt. A LÁNY KIT SZERET? Bettina gyámjai kérésére beleegyezik, hogy akárki is legyen a lovagi torna győztese, feleségül megy hozzá. Álmaiban azonban egy rejtélyes harcos, egy igazi férfi csábítja tiltott gyönyörökre a lányt. CSATA A HERCEGNŐ TESTÉÉRT, LELKÉÉRT. Trehannak két harcot kell megvívnia: meg kell küzdenie Bettináért a harctéren, és meg kell hódítania a lány szívét. A herceg testében, lelkében, érzékeiben feltör az évszázadokon keresztül elfojtott vágy. Az Árnyak Hercege a Halhatatlanok alkonyat után bestsellersorozat 13. része, valamint az új sorozat, a Dacianók bevezető regénye.
14. Elfojtott üvöltés. -MacRieve – (2013) ISBN 1451649916
Uilleam MacRieve azt hitte, leszámolt rettenetes múltjával, ám idővel mégis feltámad benne a régi harci szellem. A büszke vérfarkas legszívesebben a halált választaná… Aztán rátalál egy fiatal emberlányra, aki bátor és erős, így képes arra, hogy visszatartsa őt ettől a halálos meneküléstől. Chloe Todd rabszolgaként csöppen a számára teljesen új, szörnyekkel és varázslattal teli világba. Sötét lények fenik rá a fogukat, Chloe pedig attól retteg, hogy még az éjszakát sem éli túl. Ekkor azonban közbelép MacRieve, az igéző szemű halhatatlan férfi, akinek az érintése maga az eleven láng.
Megmenti ellenségeitől, és abba a mindentől elszigetelt erődbe megy vele, ahol ifjúkorát töltötte.
Amikor azonban ágyba viszi a lányt, megelevenedik a múlt kísértete, és próbára teszi, talán az őrületbe is kergeti a vérfarkast… Közeleg a telihold. Vajon sikerül legyőzni a rémálmokat, hogy megmentse Chloét… saját magától?
Magyarul még nem jelent meg.
15. Dark Skye – (2015) 
Magyarul még nem jelent meg.
16. Sweet Ruin – (2015) 
Magyarul még nem jelent meg.

### Történelmi romantikus regények

#### The Sutherland Brothers series
Magyarul nem jelent meg
1. The Captain Of All Pleasures (2003) ISBN 9780743466493
2. The Price of Pleasure (2004) ISBN 9780743466509

#### MacCarrick fivérek trilógia
1. Szeress, ha mersz! (If You Dare – 2007), ISBN 9789632543819

Bosszú: Courtland MacCarrick zsoldosserege háborút indít a zsarnoki kegyetlenségű Pascal tábornok ellen. A csatában Courtland majdnem odavész, de sikerül bosszút állnia a tábornokon szépséges kasztíliai jegyesének elrablásával. Szenvedély: Lady Annalía Tristán Llorente szálfatermetű, barbár fogva tartóját éppúgy megveti, mint a tábornokot, mégis megmagyarázhatatlan vonzalom ébred benne a zsoldos iránt, és ez csak tovább táplálja dühét. Semmi sem állíthatja meg azonban, hogy visszatérjen Pascalhoz, mert ha nem megy nőül hozzá, azzal fivére halálos ítéletét írja alá.
2. Szeress, ha akarsz! (If You Desire – 2007), ISBN 9789632544106
Hugh MacCarrick legényfejjel meggondolatlanul beleszeret a szépséges Jane Weylandbe, aki örökös kacérkodásával elviselhetetlen gyötrelmeket okoz neki. A MacCarrickek átkától sújtott, vagyontalan skót tudja, hogy nem veheti nőül a lányt, ezért inkább zsoldosnak áll, és megpróbálja elfelejteni Jane-t, aki pedig titkon szereti őt. Évekkel később Jane apja MacCarricktől kér segítséget, mert ellenségei a lánya életére törnek, s ekkor a hegyvidéki nyomban visszatér. Ám Jane nem bocsátja meg a férfinak, hogy elhagyta, s miközben kettesben menekülnek egy rájuk vadászó őrült gyilkos elől, a bosszúvágy a lányt még kegyetlenebb játékokra sarkallja.
3. Szeress, ha tudsz (If you Decive, 2007)
Égető bosszúvágy…
Ethan MacCarrick lélegzetelállítóan jóképű fiatalember volt, míg egy befolyásos nemes ember parancsára brutálisan össze nem verték. Az arcát örökre elcsúfították egy olyan bűn miatt, amit el sem követett. Ethan könyörtelenül bosszút állt. Tönkretette és száműzetésbe kényszerítette elcsúfítóját. Az elégtétel azonban nem töltötte el megnyugvással. Tíz évvel később egy talpraesett, titokzatos szépség bűvölte el a férfit. A gyönyörű hölgy nem más, mint egykori ellenségének a lánya. Eljött végre az igazi bosszú pillanata. Ethan pontosan erre vágyott. Házasság ígéretével elcsábítja a fiatal nőt, hogy azután egyszerűen félredobja.

## Magyarul
- Szeress, ha mersz!; ford. Darvas Eszter; Ulpius-ház, Bp., 2010 (MacCarrick fivérek sorozat)
- Szeress, ha akarsz!; ford. Darvas Eszter Ulpius-ház, Bp., 2011 (MacCarrick fivérek sorozat)
- Szeress, ha tudsz!; ford. Radnóti Alíz; Ulpius-ház, Bp., 2013 (MacCarrick fivérek sorozat)
- Poison princess. Méreghercegnő Arkánum krónikák 1.; ford. Szoboszlay Anna; Könyvmolyképző, Szeged, 2014 (Vörös pöttyös könyvek)
- Endless knight. Végtelen lovag Arkánum krónikák 2.; ford. Acsai Roland; Könyvmolyképző, Szeged, 2017 (Vörös pöttyös könyvek)
- Dead of winter. A tél halottai. Arkánum krónikák 3.; ford. Szoboszlay Anna; Könyvmolyképző, Szeged, 2021 (Vörös pöttyös könyvek)
- Arcana rising. Vihar előtti csend. Arkánum krónikák 4.; ford. Benkő Ferenc; Könyvmolyképző, Szeged, 2022 (Vörös pöttyös könyvek)

### Halhatatlanok alkonyat után sorozat
- Vámpíréhség; ford. Berki Judit; Ulpius-ház, Bp., 2009
- Vámpírszerető; ford. Kovács János; Ulpius-ház, Bp., 2009
- Vámpírharc; ford. Gazdag Diana; Ulpius-ház, Bp., 2009
- Vámpírvér; ford. Darvas Eszter; Ulpius-ház, Bp., 2010
- Vámpírzóna; ford. Gazdag Diana; Ulpius-ház, Bp., 2011
- A Démonkirály csókja; ford. Mezei Gábor; Ulpius-ház, Bp., 2012
- Kresley Cole–Gena Showalter: A tél halálos csókja; ford. Császár Tímea, Lévai Márta; Ulpius-ház, Bp., 2013
- A gyönyör sötét hercege; ford. Győri Dávid; Ulpius-ház, Bp., 2013
- A sötétség démona; ford. Medgyesi Csilla; Ulpius-ház, Bp., 2013
- Az álmok sötét harcosa; ford. Medgyesi Csilla; Ulpius-ház, Bp., 2014
- Vámpírbosszú. Halhatatlanok alkonyat után 12.; ford. Márton Andrea; Athenaeum, Bp., 2016
- Árnyak hercege. Halhatatlanok alkonyat után 13. Dacianók 1.; ford. Goitein Veronika; Athenaeum, Bp., 2017
- Elfojtott üvöltés. Halhatatlanok alkonyat után 14.; ford. Goitein Veronika; Athenaeum, Bp., 2018
- Égsötét. Halhatatlanok alkonyat után 15.; ford. Goitein Veronika; Athenaeum, Bp., 2019

## Díjak
- 2010 RITA Award for Best Paranormal Romance
- 2009 Romantic Times Magazine Reviewers' Choice Award nominee
- 2008 Romantic Times Magazine Reviewers' Choice Award nominee
- 2007 RITA Award for Best Paranormal Romance with A Hunger Like No Other
- 2006 Romantic Times Magazine Reviewers' Choice Award Winner
- 2006 P.E.A.R.L. Award (Paranormal Excellence Award for Romantic Literature)
- 2005 Barclay Gold Winner
- 2004 Scribesworld Reviewers' Choice Award Winner
- 2004 Romantic Times Magazine Reviewers' Choice Award nominee
- 2003 Reviewers' International Award of Excellence nominee
- 2003 Romantic Times Magazine Reviewers' Choice Award Winner